# Miho (Ibaraki)
Miho (jap. 美浦村 Miho-mura) – wieś w Japonii, na wyspie Honsiu, w prefekturze Ibaraki. Według danych na rok 2020 miejscowość zamieszkiwało 14 602 mieszkańców , a gęstość zaludnienia wyniosła 219,2 os./km².